# Michée Chauderon
Michée Chauderon (geb. 1602 in Boëge, Savoyen; gest. 6. April 1652 in Genf) war eine Wäscherin aus Savoyen. Sie wurde als letzte angebliche Hexe in Genf hingerichtet.

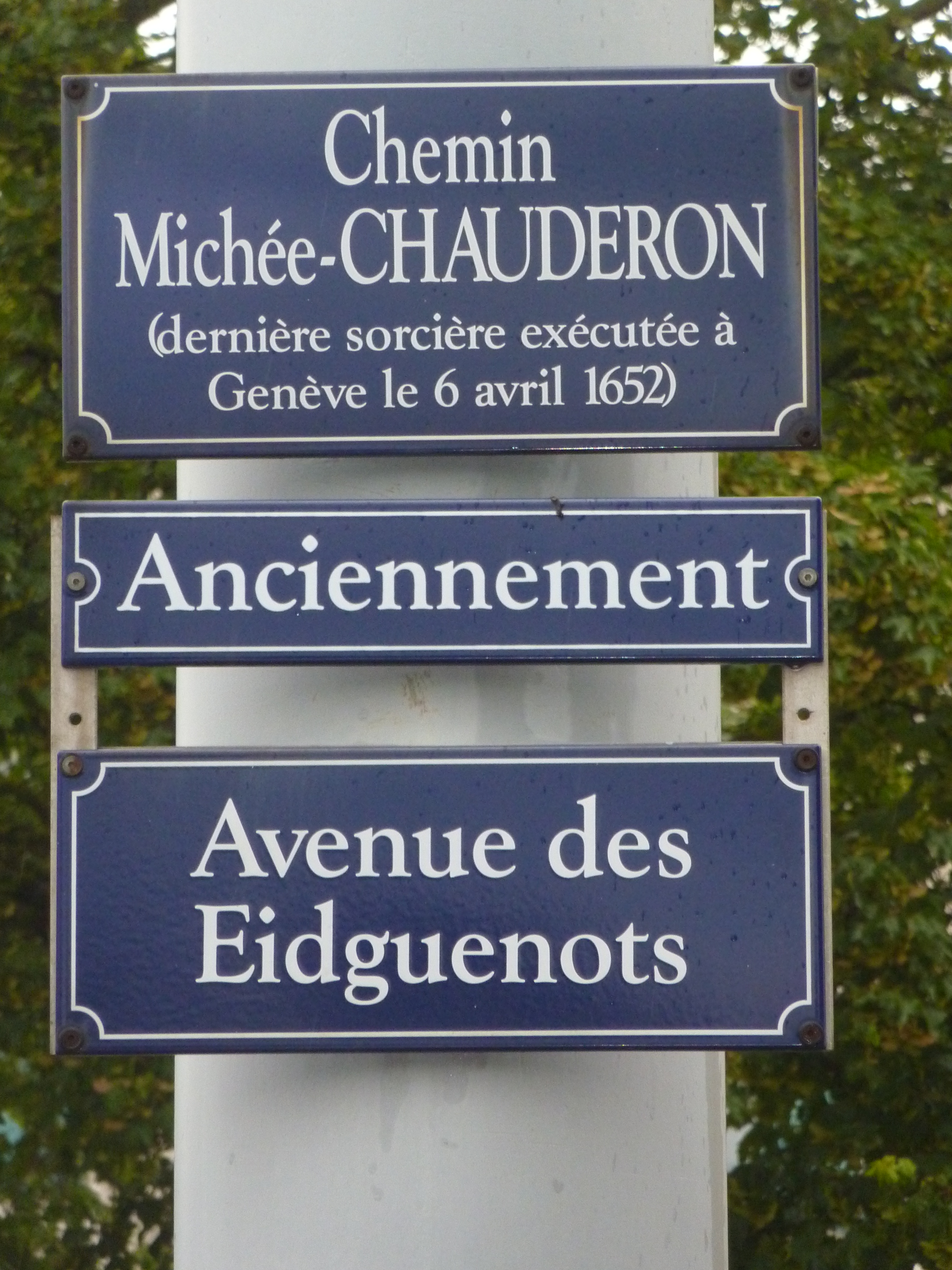
Straßenbenennung in Genf: Michée-Chauderon-Weg, ehemals Avenue des Eidguenots

## Leben
Michée Chauderon wurde 1602 in einem Dorf im katholischen Savoyen geboren. Um 1620 gelangte sie in die protestantische Republik Genf, wo sie Hungersnöte und Pestepidemien überlebte, 1639 mit ihrem Lebenspartner aus der Stadt ausgewiesen wurde und nach einigen Jahren insgeheim zurückkehrte.
Die analphabetische Chauderon arbeitete seit etwa 1648 als Wäscherin in Genf. Es kam zu einem Streit mit einer Arbeitgeberin, einer jungen Witwe, die sie des Diebstahls beschuldigte. Sie zeigte Chauderon an, weil sie einen Dämon in den Körper ihrer Tochter beschworen habe. Chauderon wurde verhaftet und verhört. Es wurde ein Teufelsmal auf ihrem Körper gefunden und sie wurde gefoltert. Während der Folter erzählte sie, dass sie eines Tages in ihrem Garten dem Satan in Form eines schwarzen Mannes mit Kuhfüssen begegnet sei, der ihr Reichtum versprochen habe, wenn sie sich von Gott lossage, was sie getan habe. Daraufhin wurde sie der Hexerei überführt, zum Tode durch den Strang verurteilt und ihr Leichnam verbrannt.
Chauderon war die letzte angebliche Hexe, die in Genf hingerichtet wurde. Die letzte angebliche Hexe, die in der Schweiz ermordet wurde, war Anna Göldi im Jahr 1782.
Die Akten des Prozesses gegen Michée Chauderon befinden sich im Archives d’État de Genève. Sie wurden in der Bibliothèque diabolique des französischen Neurologen und Charcot-Schülers Désiré-Magloire Bourneville (1840–1909) veröffentlicht (Paris, 1888). Der Genfer Historiker Michel Porret machte sich um die Erforschung der Genfer Ereignisse verdient.